# Brunetta (Sängerin)
Brunetta, eigentlich Mara Brunetta Pacini (* 7. März 1945 in Cascina, Toskana, Italien), ist eine italienische Pop-Sängerin, die hauptsächlich in den 1960er Jahren aktiv war. Sie veröffentlichte ihre Musik unter dem Mononym Brunetta, aber auch unter ihrem Geburtsnamen Mara Pacini.

## Biografie
Brunetta kam 1945 als Mara Brunetta Pacini in der toskanischen Stadt Cascina, südlich von Pisa zur Welt. Sie zeigte früh Interesse an Gesang und lernte verschiedene Instrumente, darunter Klavier, Gitarre und Saxophon. 1959 bekam sie bei dem Musikverlag Ricordi ihren ersten Plattenvertrag. Der italienische Liedtexter Mogol empfahl ihr, ihren zweiten Vornamen als Künstlernamen zu verwenden. Im gleichen Jahr erschien mit Baby Rock (geschrieben von Nicola Salerno und Renato Carosone) ihre erste Single. Die zweite Single, Darling, lù, war eine Coverversion von Sam Cookes You Send Me.
1960 war Brunetta neben Mina, Adriano Celentano und Elke Sommer in dem italienischen Musikfilm Urlatori alla sbarra (Regie: Lucio Fulci) zu sehen. In den frühen 1960er Jahren nahm Brunetta an verschiedenen Gesangswettbewerben in Italien teil, darunter 1960 mit dem Stück Tutte storie beim Sei giorni della canzone und 1962 mit Gocce di stelle beim Burlamacco d’oro.
1963 wechselte sie zu Primary Records, wo bis 1964 insgesamt vier Singles unter ihrem eigentlichen Namen Mara Pacini erschienen. Die erste davon, Quelli della mia età, war eine italienische Version von Françoise Hardys Nr.-1-Hit Tous les garçons et les filles.
Ab 1966 war sie bei der Plattenfirma Rifi und verwendete von da an wieder den Namen Brunetta. Ihre erste Single dort war Mai più ti cercherò, ein Cover von Timi Yuros I Ain't Gonna Cry No More von 1962. Mit der nächsten Single, Baluba Shake, gewann Brunetta das Festival di Pesaro 1966. Es wurde ihre erfolgreichste Single und ist bis heute ein Favorit bei Anhängern der Mod-Kultur und der Beatmusik der 1960er Jahre.
Ende der 1960er Jahre erschienen noch vereinzelte Singles bei verschiedenen Labels und 1971 schließlich ihr erstes und einziges Album, Carezze D'Amore. In den 1970er Jahren sang sie gelegentlich Begleitgesang für andere Künstler wie Fabrizio De André, Dori Ghezzi und Paola Orlandi, bis sie sich ganz ins Privatleben zurückzog.

## Diskografie

### Studioalben
- 1971: Carezze D'Amore (Miura MIU 10016)

### Singles als Brunetta
- 1959: „Baby Rock“ / „Mai“ (Ricordi SRL 10-063)
- 1959: „Darling, lù“ / „L'Amore“ (Ricordi SRL 10-096)
- 1959: „Teddy Rock“ / „Se qualcuno ti dirà“ (Ricordi SRL 10-077)
- 1959: „Wendy, Wendy“ / „Be-be bella signorina“ (Ricordi SRL 10-064)
- 1959: „Tutti Frutti“ / „Precipito“ (Ricordi SRL 10-076)
- 1960: „Tutti storie“ / „Ho sete“ (Ricordi SRL 10-129)
- 1960: „Non portare tuo cugino“ / „Baci e ceci“ (Ricordi SRL 10-165)
- 1960: „Il ciclone Brunetta“ / „Va bene!“ (Ricordi SRL 10-097)
- 1966: „Mai più ti cercherò“ / „Sono pronta a pagar“ (Rifi RFN NP 16122)
- 1966: „Baluba Shake“ / „Il secondo giorno“ (Rifi RFN NP 16160)
- 1966: „Perdono“ / „Juanita Banana“ (Pop PN 200016)
- 1967: „Solo per poco tempo“ / „Dove vai?“ (Rifi RFN NP 16215)
- 1968: „Felicità Felicità“ / „Il nuovo tema dell'amore“ (Rifi RFN-NP 16246)
- 1969: „Ti costa così poco“ / „Amico mio“ (Carosello CI 20229)
- 1970: „Senza te (me chiedo se…)“ / „Grazie amore“ (Miura PON NP 40114)
- 2020: „Baluba Shake“ / „Il geghege“ (Ace International NW 5; mit Rita Pavone)

### Singles als Mara Pacini
- 1963: „Quelli della mia età“ / „Non amarmi così“ (Primary CRA 91906)
- 1963: „È all'amore che penso“ / „Da ieri non ho visto il mio ragazzo“ (Primary CRA 91918)
- 1963: „Uffa“ / „Sei maleducato“ (Primary CRA 91911)
- 1964: „C'è qualcosa che non va“ / „La gente lo aa il mio ragazzo“ (Primary CRA 91929)
- 1971: „Una vita di sere“ / „Ma la colpa di chi è“ (Bang!! Bang!! GB 040)

### Extended Plays
- 1959: Precipito Precipito Precipito: „Tutti Frutti“, „Precipito“, „Teddy Rock“, „Se qualcuno ti dirà“ (Ricordi 45 ERL 147)
- 1959: The Explosive Brunetta: „Baby Rock“, „Mai“, „Wendy, Wendy“, „Be-be bella signorina“ (Ricordi 45 ERL 140)
- 1959: Ciclone Brunetta: „Il ciclone Brunetta“, „Darling, lù“, „Va bene“, „L'Amore“ (Ricordi ERL 156)
- 1961: Teddy Rock: „Teddy Rock“, „Se qualcano ti dira“, „Mai“, „Baby Rock“ (Ricordi 354.003 C; nur in Spanien erschienen)
- 1968: Roberta Adamei / Brunetta: „Accipicchia L'Angelicchia“, „Devo amare te“, „Solo per poco tempo“, „Dove vai?“ (Rifi MR 766; mit Roberta Adamei)

### Compilations
- 2004: Brunetta Shake (On Sale Music 52 OSM 073)